# Efrajim Šalom
Efrajim Šalom (hebrejsky אפרים שלום‎, 17. ledna 1934 – 17. srpna 2017) byl izraelský politik a bývalý poslanec Knesetu za stranu Ma'arach.

## Biografie
Narodil se v Iráku. Dětství strávil v Íránu. V roce 1950 přesídlil do Izraele. Navštěvoval střední školu. Sloužil v izraelské armádě, kde působil v letech 1951–1952 u jednotek Nachal. Usadil se v mošavu Bejt Ezra, jehož manažerem se v letech 1954–1957 stal.

## Politická dráha
V letech 1959–1977 byl členem vedení Oblastní rady Be'er Tuvja, v letech 1961–1962 byl ředitelem regionální zásobovací společnosti a v letech 1962–1977 řídil nákupní podnik pro mošavy na jihu státu. Angažoval se v mošavovém hnutí, jehož tajemníkem byl v letech 1977–1984. Od roku 1950 je členem strany Mapaj, od roku 1964 jako člen ústředního výboru a od roku 1981 jako člen vedení.
V izraelském parlamentu zasedl po volbách v roce 1984, do nichž šel za stranu Ma'arach. Stal se členem výboru pro záležitosti vnitra a životního prostředí, výboru House Committee, výboru pro ekonomické záležitosti a výboru finančního. Předsedal podvýboru pro problematiku vody. Ve volbách v roce 1988 mandát neobhájil.